# 밀루틴 밀란코비치

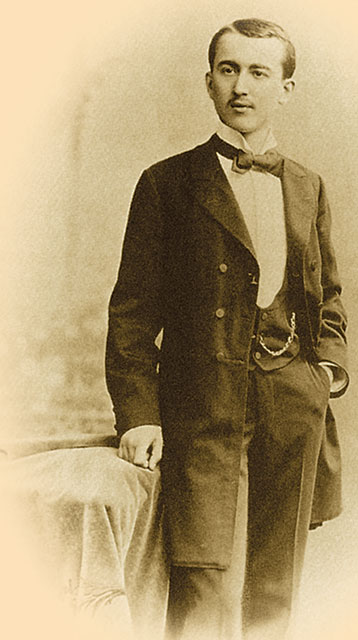
밀루틴 밀란코비치

밀루틴 밀란코비치(세르비아어: Милутин Миланковић / Milutin Milanković, 1879년 5월 28일 오스트리아-헝가리 제국(현재의 크로아티아) 달(Dalj) ~ 1958년 12월 12일 유고슬라비아 베오그라드)은 세르비아의 물리학자, 수학자, 천문학자, 기후학자, 공학자이다.

## 생애
크로아티아 오시예크 근교에 위치한 달(Dalj)에서 세르비아계 가문의 아들로 태어났는데 그에게는 쌍둥이 여동생이 있었다. 1896년에는 오스트리아 빈으로 이주했고 1902년에는 빈 공과대학교 토목공학과를 졸업했다.
1909년에 세르비아로 귀환하면서 베오그라드 대학교에서 응용수학과 교수로 근무했다. 1912년 행성의 기후와 온도에 대한 태양의 기여에 대한 연구에 흥미를 가졌고 1920년에는 《태양의 방사에 의한 열 현상에 대한 수학적 이론》을 발표했다. 그의 이론은 1924년에 블라디미르 쾨펜, 알프레트 베게너가 공동 발표한 《과거의 지질학적인 기후》를 통해 입증되었다.
1930년에는 《기후의 수리과학과 기후 변화에 대한 천문학적 이론》을 발표하면서 지구의 자전축의 세차 운동에 대한 이론을 개량한 빙하기 주기 이론인 밀란코비치 주기 이론을 확립했다.

## 사진

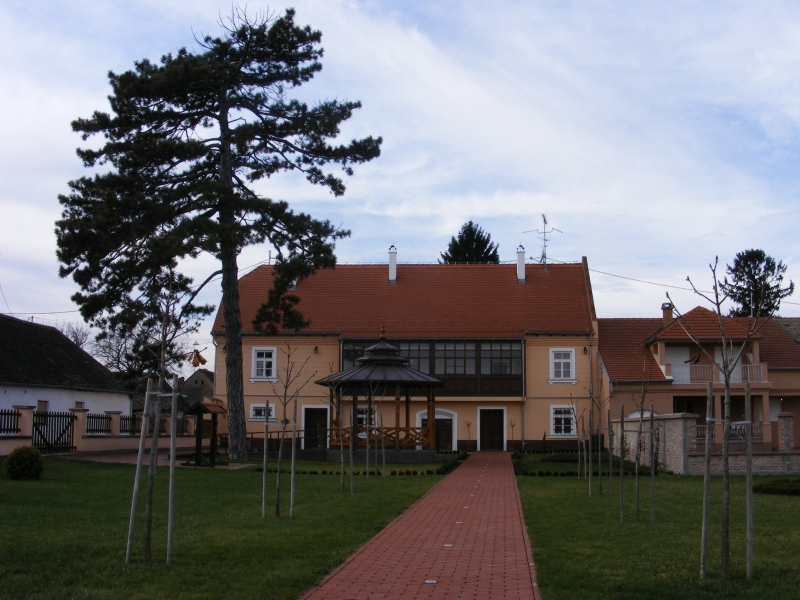
크로아티아 달(Dalj)에 위치한 밀루틴 밀란코비치 생가
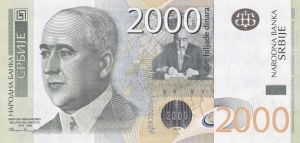
밀루틴 밀란코비치의 초상화가 그려진 세르비아 2,000 디나르 지폐